# Kolejová doprava

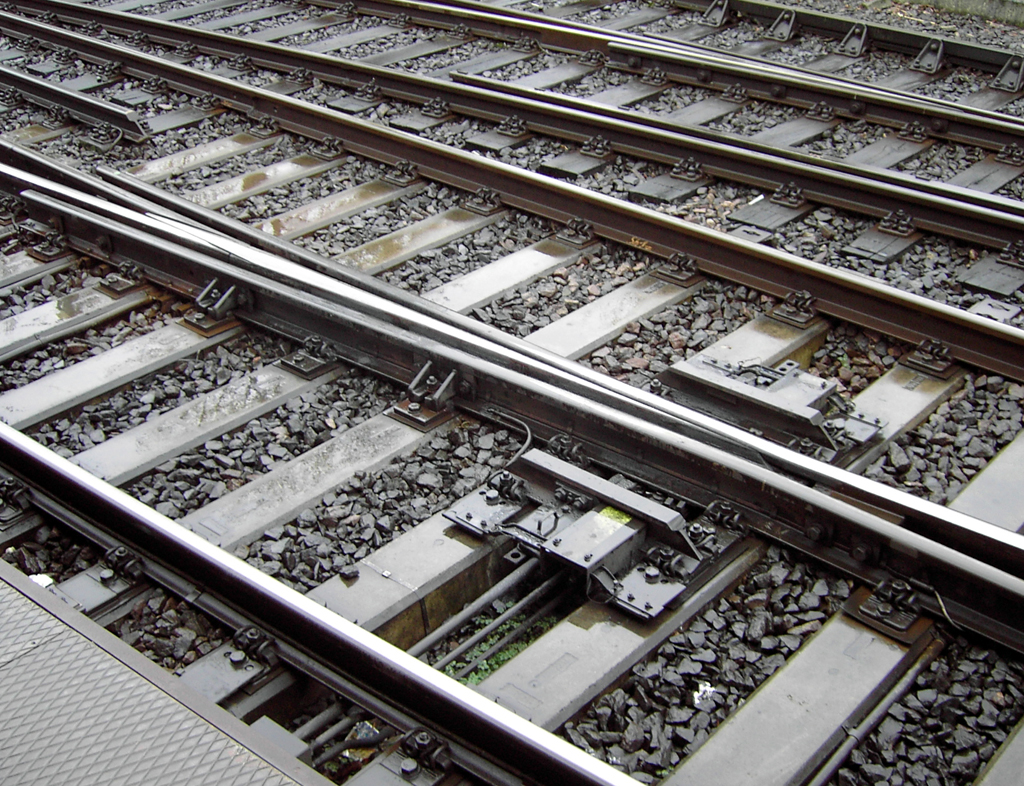
Koleje jsou předpokladem kolejové dopravy

Mapa světové železniční sítě

Kolejová doprava je druhem drážní dopravy, obvykle pozemní nebo podzemní. Využívá koleje (obyčejně sestavené ze dvou kolejnic), které vedou kolejová vozidla po pevné dráze.

## Druhy
Převažujícím druhem kolejové dopravy je železniční doprava.
Dalšími druhy kolejové dopravy jsou metro (v Česku je od roku 1994 kategorizováno jako speciální železniční dráha) a tramvajová doprava. Tyto druhy dopravy většinou bývají součástí městské hromadné dopravy.
Dalšími druhy jsou pozemní lanovky, průmyslové železnice například v dolech a lomech, případně kolejové mechanismy strojů a zařízení (např. pro pohyb jeřábu nebo pracovní plošiny).

### Další druhy podle pojezdu
Kromě nejobvyklejšího systému ocelového dvojkolí na ocelových kolejnicích existují i další druhy:
- systémy s vlaky na gumových kolech, mj. i na pneumatikách (letiště Frankfurt)
- na vzduchovém polštáři (Aérotrain) nebo
- jednokolejnicové systémy (monorail).
- Na magnetických drahách maglev jsou vlaky nad kolejí drženy magnetickým polem.

### Další druhy podle pohonu
Pohony kolejových vozidel byly a jsou využity všechny možné technologicky známé a dostupné:
klasické
- parní na uhlí, dieselové, elektrické na pantograf, diesel-elektrické.

zvláštní či experimentální
- zubačky,
- s proudovými motory, solárně-elektrické, solárně-tepelné.
- s tlakovými nádobami na stlačený vzduch.

s pohonem mimo drážní vozidlo
- lanovky se strojovnou a motorem: parním, spalovacím, elektrickým;
- lanovky gravitační, brzdné: s vodními cisternami.
- s tlakovaným tunelem: alternativní podzemka v Londýně (už v 19. století),
- s podtlakovým tunelem: Elon Musk tube.

## Výhody a nevýhody
Hlavní výhodou kolejové dopravy oproti silniční dopravě je vysoká energetická účinnost, neboť kola mají při pohybu na kolejích nízký valivý odpor.
Nevýhodou naopak je nutnost náročnější infrastruktury (kolejového svršku a spodku) a vázanost dopravy pouze na tuto infrastrukturu.